# Otar Tusjisjvili
Otar Tusjisjvili, född den 14 juni 1978 i Gori, är en georgisk brottare som tog OS-brons i lättviktsbrottning i fristilsklassen 2008 i Peking. 